# Eddie Basden
Edward Richard "Eddie" Basden (Nueva York, Nueva York, 15 de febrero de 1983) es un exjugador de baloncesto estadounidense. Con 1,96 metros de estatura, lo hacía en la posición de base.

## Trayectoria deportiva

### Universidad
Jugó cuatro temporadas con los 49ers de la Universidad de Carolina del Norte en Charlotte, en las que promedió 9,0 puntos, 6,5 rebotes y 2,7 asistencias por partido. En su última temporada fue incluido en el mejor quinteto de la Conference USA, y elegido Jugador del Año de la misma. Ostenta en la actualidad el récord histórico de su conferencia en robos de balón, con 264.

### Profesional
Tras no ser elegido en el Draft de la NBA de 2005, fichó por los Chicago Bulls, con los que disputó 19 partidos, en los que promedió 2,1 puntos y 1,5 rebotes. En enero de 2006 fue asignado a los Tulsa 66ers de la NBA D-League, donde acabó la temporada promediando 10,5 puntos, 2,5 rebotes y 2,4 robos de balón por partido.
Al año siguiente fue traspasado a los Cleveland Cavaliers a cambio de Martynas Andriuškevičius, pero fue descartado antes del comienzo de la temporada. Fichó entonces por el Fenerbahçe Ülkerspor de la liga turca, a los que ayudó a ganar el campeonato con 5,2 puntos y 3,9 rebotes por partido. En la Euroliga disputó 9 partidos, promediando 5,9 puntos y 3,0 rebotes.
En 2007 fichó por el Cholet Basket de la liga francesa, pero solo disputó 6 partidos, promediando 9,2 puntos. Fichó posteriormente por el Telekom Baskets Bonn de la liga alemana, donde acabó la temporada promediando 8,3 puntos y 3,9 rebotes por partido.
Regresó al año siguiente a la liga turca para fichar por el Mersin BB, jugando posteriormente en los Austin Toros de la NBA D-League, con los que promedió 12,6 puntos y 4,4 rebotes por partido. Tras jugar en el Maroussi BC griego, su carrera se centró en el continente americano, jugando en diferentes ligas hasta regresar al Franca Basquetebol Clube brasileño en 2013.

## Estadísticas de su carrera en la NBA

### Temporada regular
| Temporada | Edad | Equipo        | Liga | Pos. | P  | TIT | MIN | TC  | TCA | %TC  | 3P  | 3PA | %3P  | 2P  | 2PA | %2P  | TL  | TLA | %TL  | R.OF. | R.DEF. | REB | ASIS | ROB | TAP | PER | FP  | PTS |
| 2005-06   | 22   | Chicago Bulls | NBA  | SF   | 19 | 0   | 7.4 | 0.8 | 1.9 | .405 | 0.1 | 0.4 | .143 | 0.7 | 1.6 | .467 | 0.4 | 0.5 | .800 | 0.4   | 1.1    | 1.5 | 0.4  | 0.5 | 0.1 | 0.5 | 0.9 | 2.1 |
| Total     |      |               | NBA  |      | 19 | 0   | 7.4 | 0.8 | 1.9 | .405 | 0.1 | 0.4 | .143 | 0.7 | 1.6 | .467 | 0.4 | 0.5 | .800 | 0.4   | 1.1    | 1.5 | 0.4  | 0.5 | 0.1 | 0.5 | 0.9 | 2.1 |